# Rea Sylwia
Rea Sylwia (łac. Rhea Silvia), także Ilia – w mitologii rzymskiej matka Romulusa i Remusa.
Tradycja podaje dwie wersje jej pochodzenia. Według jednej była córką Eneasza, inna uznaje ją za córkę  Numitora, króla miasta Alba Longa, którego Eneasz był przodkiem.  
Po odebraniu tronu Numitorowi przez jego brata Amuliusa została przez niego przeznaczona na westalkę i zmuszona do złożenia ślubów czystości. Uzurpator zamierzał w ten sposób zabezpieczyć sukcesję dla swego potomstwa. Nie zdołał jednak ustrzec bratanicy przed zalotami bogów: napastowana przez Marsa w świętym gaju (lucus) Westy, została przez niego zgwałcona. Z tego związku mieli narodzić się legendarni założyciele Rzymu – Romulus i Remus. Po ujawnieniu się jej ciąży Amulius polecił westalkę uwięzić i za złamanie ślubu czystości skazał na śmierć, lecz pomogła ją ocalić jego córka Anto.
Dalsze losy Rei Sylwii po urodzeniu bliźniąt są niejasne i sprzeczne w zależności od zdarzeń podanych w różnych wersjach mitologicznego przekazu. Wprawdzie przyjmowano, iż ostatecznie została zgładzona lub zmarła wskutek złego traktowania, lecz bardziej znana wersja głosiła, że po latach uwięzienia została uwolniona przez dorosłych już synów, którzy wymierzyli sprawiedliwość Amuliusowi (por. uwolnienie Antiopy przez synów – Amfiona i Zetosa). Odmienna wersja podawała, że Amulius rozkazał wrzucić bliźnięta i jej ciało do Tybru (lub że sama rzuciła się do rzeki), gdzie została uratowana przez boga Tiberinusa, który następnie uczynił ją swą małżonką. W innym wariancie mitu poślubiła boga rzeki Anio (dopływu Tybru).
Jej dzieci porzucone na rozkaz Amuliusa u stóp Palatynu, nad brzegiem Tybru (lub wrzucone do rzeki i wyniesione przez wodę na brzeg) zostały znalezione przez wilczycę, która je wykarmiła. W jej norze obu braci odnalazł królewski pasterz Faustulus i zabrał na wychowanie, powierzając swej małżonce (Akce Larencji).